# 漆小瑾
漆小瑾（1957年—），山东巨野人，汉族，中华人民共和国政治人物，第十一届全国人民代表大会北京地区代表。
毕业于天津纺织工学院。2008年，当选为全国人大代表。